# You Give Love a Bad Name
"You Give Love a Bad Name" é uma canção da banda americana de rock Bon Jovi, lançada como o primeiro single de seu álbum de 1986, intitulado Slippery When Wet. Escrita por Jon Bon Jovi, Richie Sambora e Desmond Child sobre uma mulher que abandonou o seu amante, a canção alcançou o primeiro lugar na Billboard Hot 100 dos Estados Unidos em 29 de novembro de 1986 e se tornou o primeiro hit número um da banda. 
A canção foi originalmente escrita para Bonnie Tyler sob o título "If You Were a Woman (And I Was a Man)" com letras diferentes. Insatisfeito com o sucesso nos Estados Unidos e no Reino Unido, Desmond Child a reescreveu com Jon Bon Jovi e Richie Sambora. Após o lançamento da música "Kings & Queens" da cantora Ava Max, comparações foram feitas com essa música, "You Give Love a Bad Name" e "If You Were a Woman (And I Was a Man)", e as críticas destacaram Desmond Child nos créditos como compositor de "Kings & Queens".
Foi colocado em 20º lugar na lista das 100 melhores canções de Hard Rock da VH1.
A música foi usada como trilha sonora para o episódio final da quarta temporada da famosa série de televisão The Vampire Diaries, exibida originalmente pela The CW dos Estados Unidos, na cena onde estão os personagens interpretados pelos atores Paul Wesley, Ian Somerhalder e Arielle Kebbel.

## Desempenho nas tabelas musicais
| Chart (1989)                                  | Pico de posição |
| --------------------------------------------- | --------------- |
| Austrália (Kent Music Report)                 | 32              |
| Áustria (Ö3 Austria Top 75)                   | 25              |
| Bélgica (Ultratop 50 de Flandres)             | 4               |
| Bélgica (Flanders)                            | 4               |
| Canadá (RPM)                                  | 2               |
| Escócia (Scottish Singles Chart)              | 14              |
| Estados Unidos (Billboard Hot 100)            | 1               |
| Estados Unidos (Album Rock Tracks, Billboard) | 9               |
| Estados Unidos (Cash Box)                     | 1               |
| Espanha (AFYVE)                               | 31              |
| Finlândia (Suomen virallinen lista)           | 6               |
| Irlanda (IRMA)                                | 21              |
| Países Baixos (Dutch Top 40)                  | 5               |
| Países Baixos (Single Top 100)                | 2               |
| Nova Zelândia (Recorded Music NZ)             | 7               |
| Suécia (Sverigetopplistan)                    | 14              |
| Reino Unido (UK Singles Chart)                | 14              |

| Chart (2017)                     | Pico de posição |
| -------------------------------- | --------------- |
| Polónia (Polish Airplay Top 100) | 69              |